# Kaśka Bryla

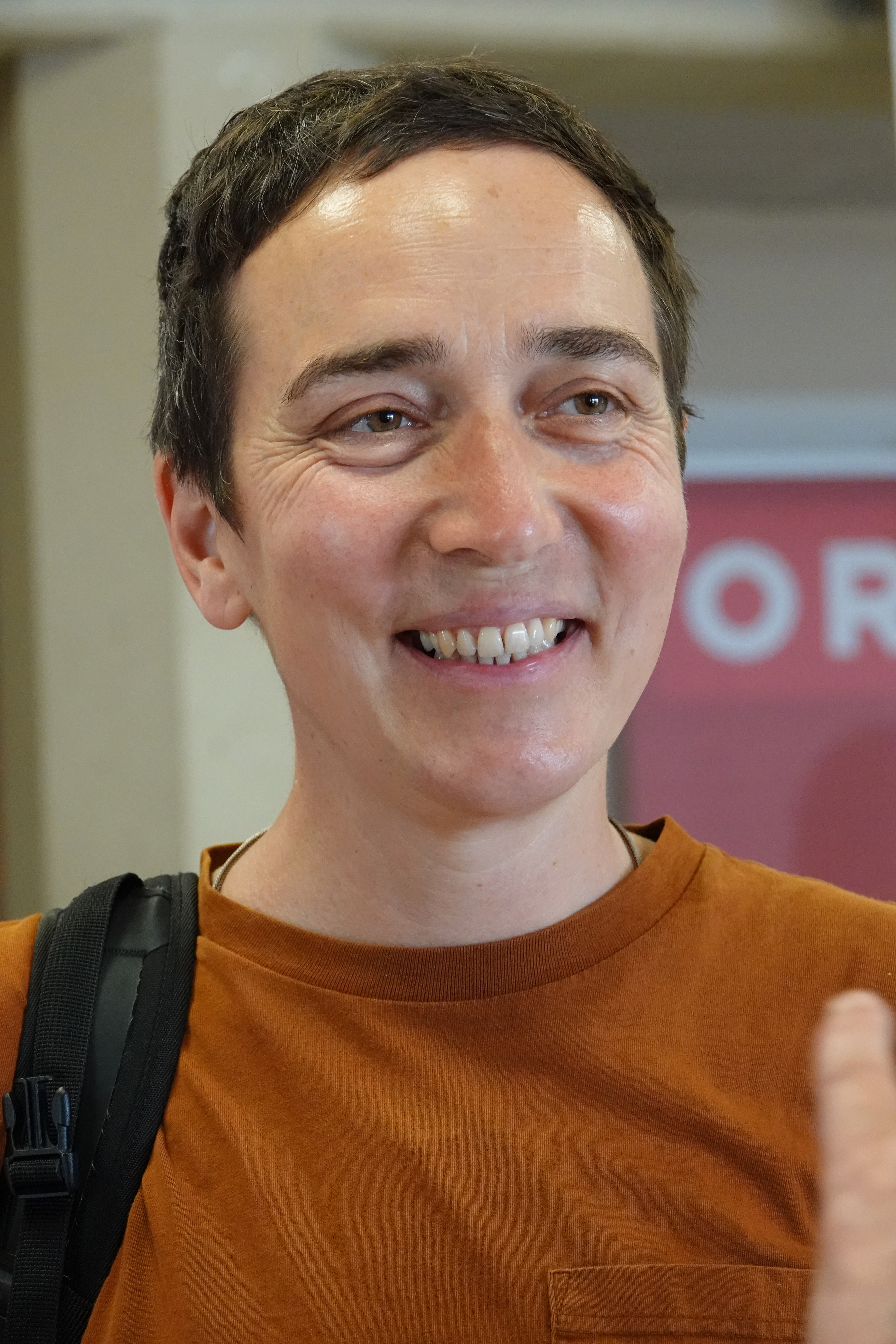
Kaśka Bryla (2024)

Kaśka Bryla, auch Katherin-Maria Bryla, (* 1978 in Wien) ist eine österreichisch-polnische Schriftstellerin.

## Leben
Kaśka Bryla wuchs in Wien und Warschau auf, ihre Eltern stammen aus Polen. Sie studierte Volkswirtschaft in Wien und Literarisches Schreiben am Deutschen Literaturinstitut Leipzig. In Leipzig war sie 2015 Mitbegründerin der Literaturzeitschrift PS – Politisch Schreiben. Sie war Redakteurin des Monatsmagazins an.schläge.
Im Jahr 2020 erschien ihr Debütroman Roter Affe im Residenz Verlag. Im Folgejahr wurde ihr Theaterstück Das verkommene Land an der Schaubühne Lindenfels in Leipzig uraufgeführt. 2022 wurde ihr zweiter Roman Die Eistaucher veröffentlicht. Ihr Stück Im Herzen der Krähen hatte im April 2023 am Werk X Petersplatz seine Premiere. In Zusammenarbeit mit dem missing dots-Kollektiv wurde im Oktober 2023 ihr Werk Im Osten nichts Neues oder Wer wem den Hintern auswischt in Hellerau uraufgeführt.
Auf Einladung von Brigitte Schwens-Harrant las sie beim Wettbewerb um den Ingeborg-Bachmann-Preis 2024 ihren Text Der Kakerlakenschwarm. Dieser lehnte sich an die Geschichte ihres Vaters an, der Mitglied der polnischen Widerstandsbewegung im Zweiten Weltkrieg war. Der Text war ein Auszug aus dem 2025 veröffentlichten Roman Mein Vater, der Gulag, die Krähe und ich.

## Werke (Auswahl)
- Roter Affe. Roman. Residenz Verlag, Salzburg / Wien 2020, ISBN 978-3-7017-1732-3.
- Im September sterben die Wespen. Erzählung. Sukultur, Berlin 2020, ISBN 978-3-95566-128-1.
- Das verkommene Land. Theaterstück. Uraufführung an der Schaubühne Lindenfels in Leipzig, 2021.
- Die Eistaucher. Roman. Residenz Verlag, Salzburg / Wien 2022, ISBN 978-3-7017-1751-4.
- Im Herzen der Krähen. Theaterstück. Uraufführung am Werk-X Petersplatz, 2023.
- Im Osten nichts Neues oder Wer wem den Hintern auswischt. Theaterstück. Uraufführung in Hellerau, Dresden, 2023.
- Mein Vater, der Gulag, die Krähe und ich, Residenz Verlag 2025, ISBN 978-3-7017-1810-8.[7]

## Auszeichnungen und Stipendien (Auswahl)
- 2013: Österreichisches STARTStipendium Literatur[2]
- 2018: Exil-Literaturpreis
- 2022: Wiener Projektstipendium Literatur
- 2023/24: Projektstipendium Literatur des BMKÖS
- 2024: Nominierung für den Ingeborg-Bachmann-Preis[2]